# Berg-Kronwicke
Die Berg-Kronwicke (Coronilla coronata) ist eine Pflanzenart aus der Gattung Kronwicken (Coronilla) in der Unterfamilie Schmetterlingsblütler (Faboideae) innerhalb der Familie Hülsenfrüchtler (Fabaceae).

## Beschreibung

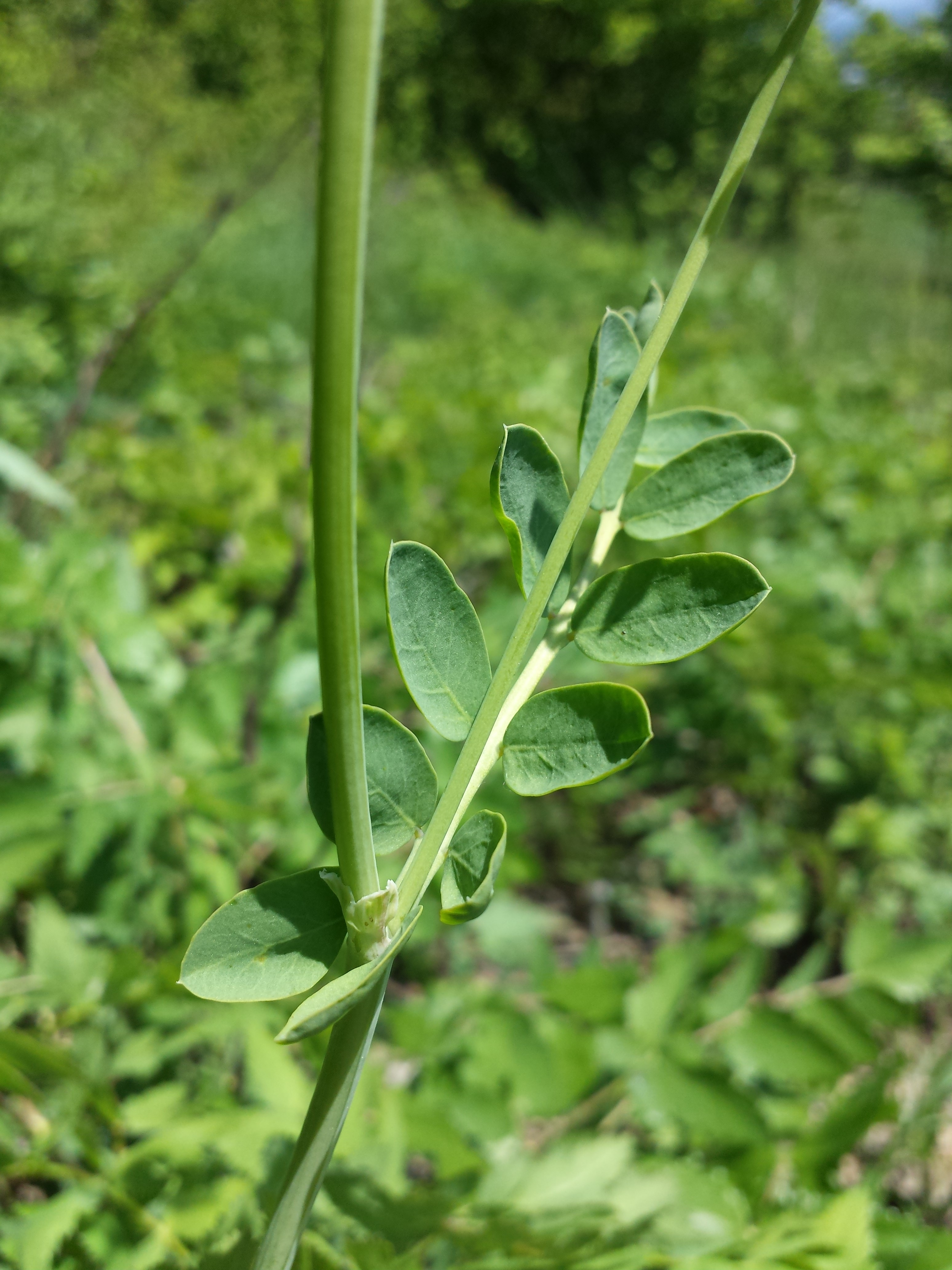
Stängel mit Laubblatt

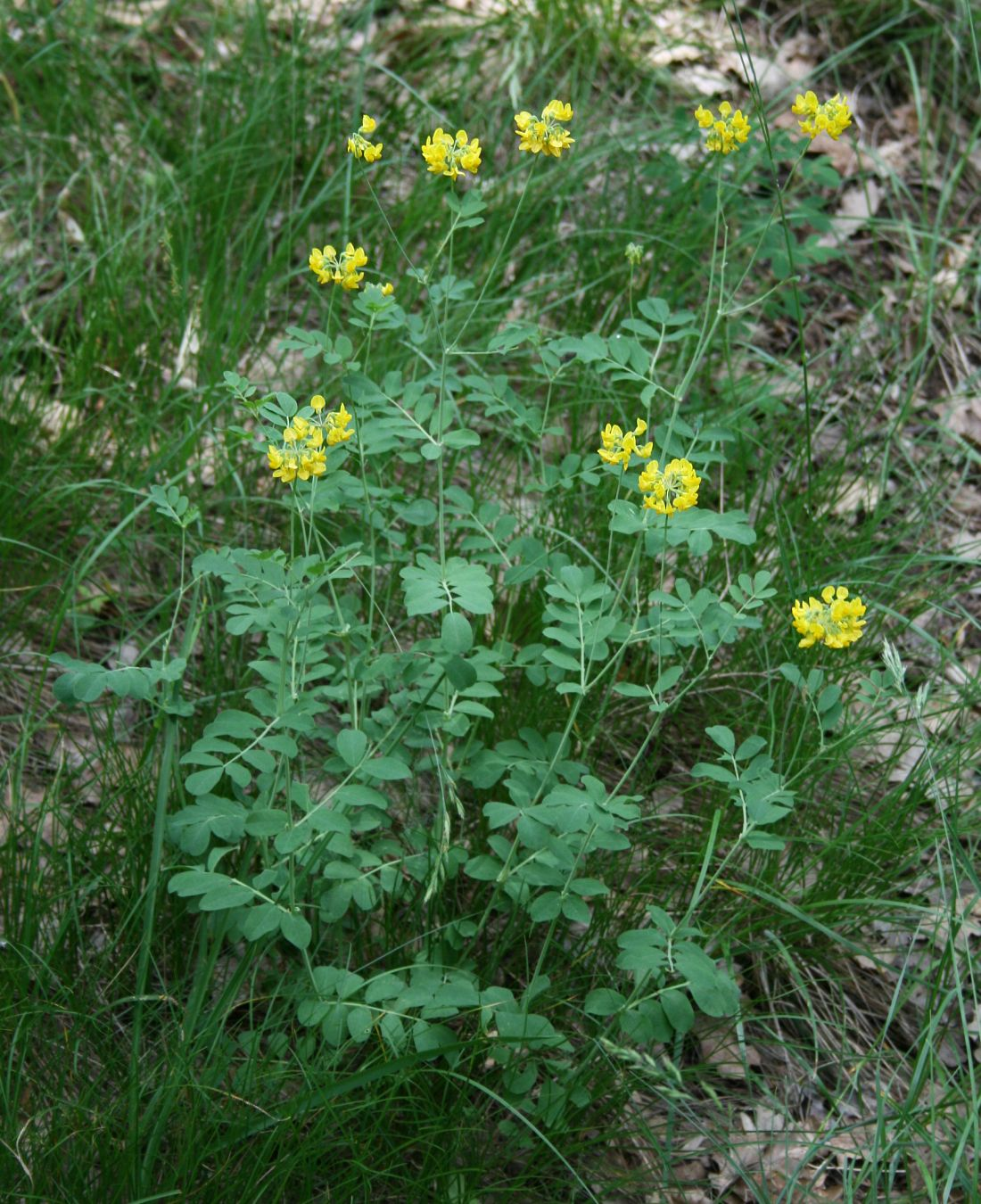
Habitus, Laubblätter und Blütenstände

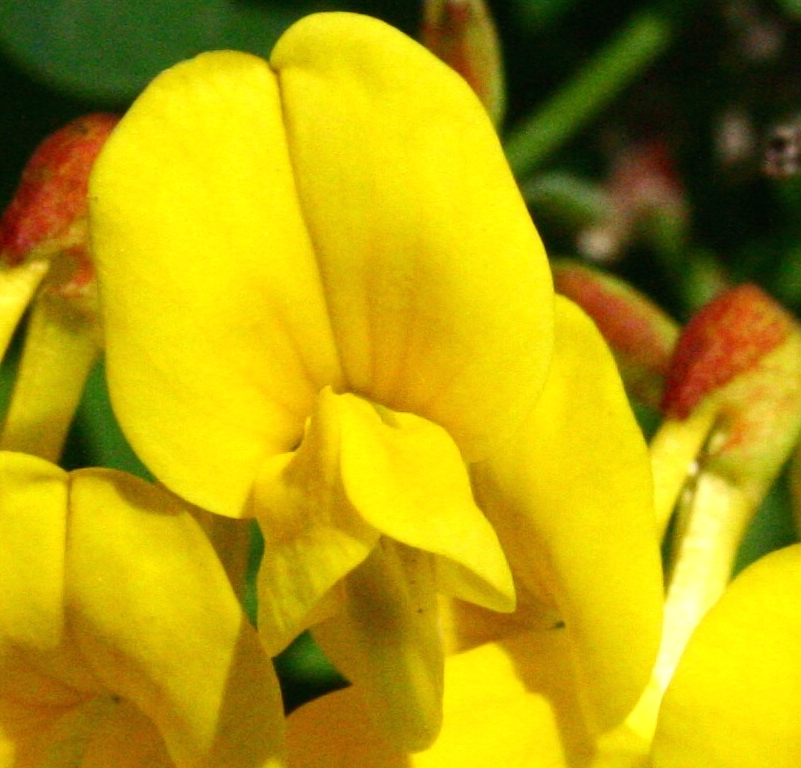
Schmetterlingsblüte

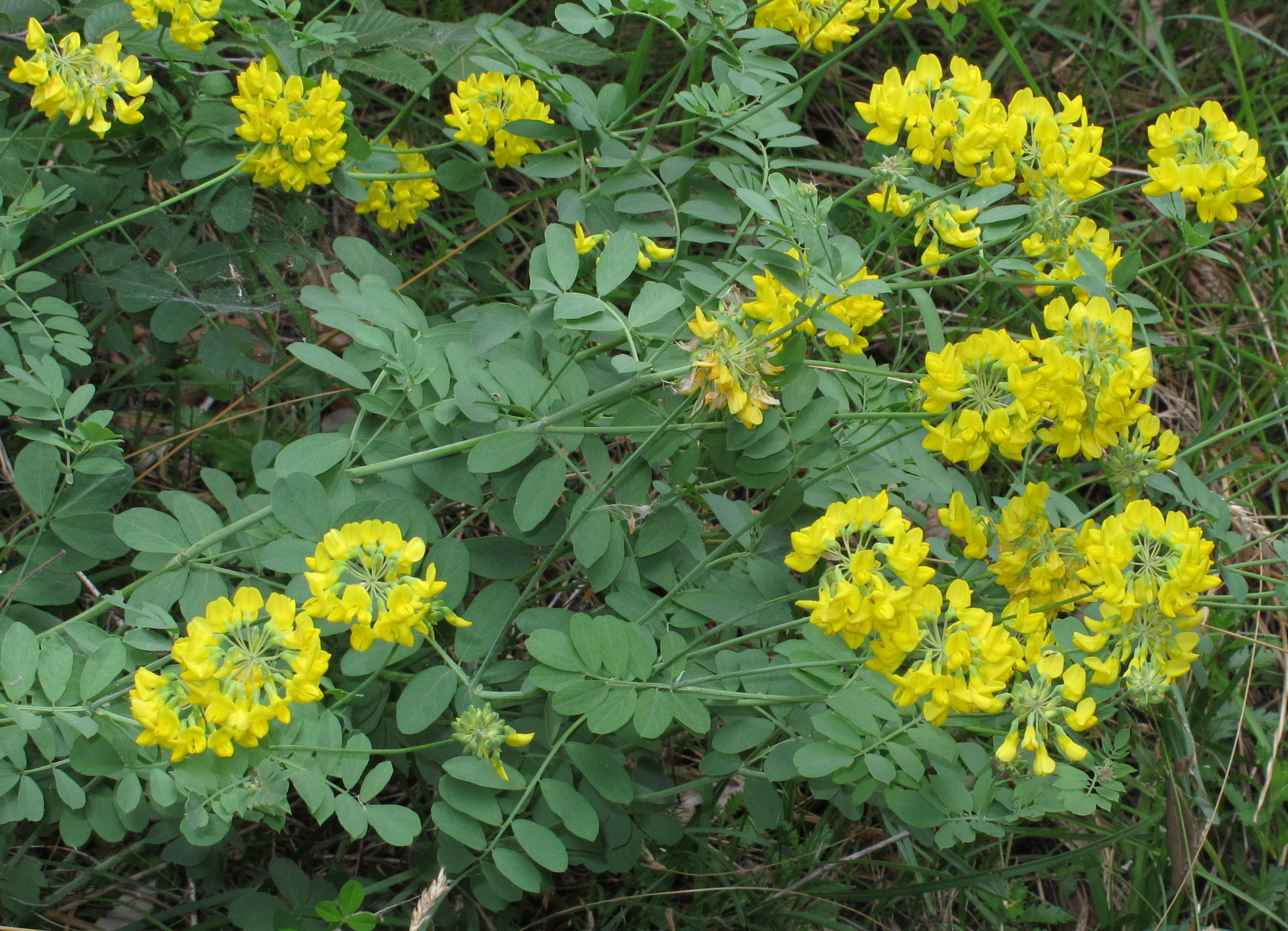
Berg-Kronwicke

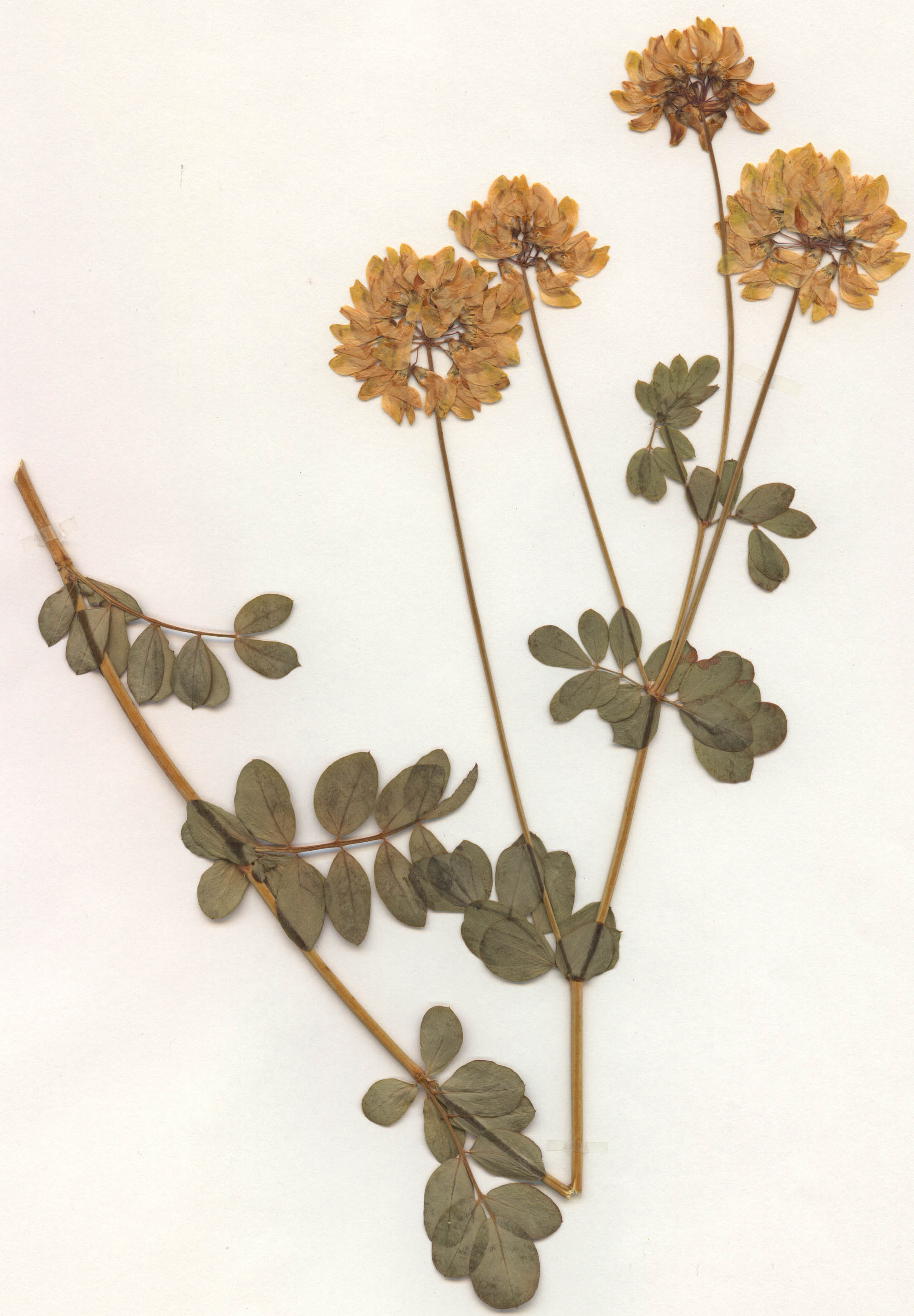
Herbarbeleg

### Vegetative Merkmale
Es handelt sich um eine mehrjährige krautige Pflanze mit sehr kräftigem, verzweigtem, meist mehrköpfigem „Erdstock“ und völlig kahlen, bläulich bereiften Luftsprossen. Der Stängel ist meist 30 bis 50 Zentimeter hoch, kräftig, stielrund, aufrecht oder kurz aufsteigend, nicht oder wenig verzweigt und mit sieben bis zehn Internodien.
Die Laubblätter sind mehr oder weniger 5 bis 7 Zentimeter lang und unpaarig gefiedert. Eine scheinbare paarige Fiederung kann durch Emporsteigen eines Blättchens des obersten Paares entstehen. Die Blättchen befinden sich in drei bis sechs Paaren, sind 1,5 bis 2,5 Zentimeter lang und etwa 0,6 Zentimeter breit, verkehrt-eiförmig bis verkehrt-herzförmig oder breitelliptisch, meist gestutzt oder schwach ausgerandet und kurz bespitzt, mit undeutlichen Seitennerven und etwas knorpelig verdicktem Rand und unterseits von bläulichgrüner Färbung.
Die Nebenblätter sind klein, unter sich verwachsen, blattgegenständig und mit Ausnahme der untersten meist frühzeitig abfallend.

### Blütenstand, Blüte, Frucht und Samen
Die Blütezeit reicht von Mai bis Juli. 12 bis 20 Blüten sitzen an etwa halb so langen, dünnen Stielen, trag- und deckblattlosen doldenähnlichen Blütenständen zusammen; die obersten sind scheinbar endständig.
Die herb duftenden und zwittrigen Blüten sind bei einer Länge von etwa 1 Zentimetern zygomorph und fünfzählig mit doppelter Blütenhülle. Der Kelch ist bei einer Länge von etwa 3 Millimetern breitglockig, weißlich, mit kurzen, durch weite Buchten getrennten Zähnen, deren obere zu einer zweizähnigen Oberlippe verbunden sind. Die Kronblätter sind lebhaft hellgelb und werden beim Trocknen orangefarben bis grünlich. Sie besitzen Nägel, die den Kelch nicht oder kaum überragen. Die Fahnenplatte ist verkehrt-eiförmig, die Flügel sind gerundet. Das Schiffchen ist stark gekrümmt und geschnäbelt.
Die Hülsenfrüchte sind hängend, mehr oder weniger gerade, 2 bis 2,5 Zentimeter lang, mit zwei bis vier in der Mitte etwa 3 Millimeter breiten, glatten Gliedern. Diese sind stumpfrhombisch im Querschnitt und besitzen einen langen Griffelrest. Die Samen sind walzlich, wenig abgeflacht und von gelber bis brauner Farbe.

### Chromosomenzahl
Die Chromosomenzahl beträgt 2n = 10, 12 oder 24.

## Ökologie
Die Blüten besitzen eine typische so genannte „Nudelpumpeneinrichtung“: Wenn die als Anflugplatz dienenden Flügel herabgedrückt werden, drücken sie seitlich auf das Schiffchen, wodurch der Pollen aus dessen Spitze gepresst wird. Als Blütenbesucher wurde die Grashummel (Bombus ruderarius, Syn.: Bombus rajellus) beobachtet.
Die Ausbreitung der Diasporen erfolgt wohl durch den Wind.

## Vorkommen
Coronilla coronata ist in Europa ein mittel- und südosteuropäisches Florenelement. Das Areal ist disjunkt: Burgund, Jura, Mittelgebirge zwischen Mosel und Saale, Alpen, Nordkarpaten, Gebirge auf dem Balkan und Ungarn, nördliche Schwarzmeerküste von der Krim bis zum Kaukasusraum, Südostanatolien, dazu Syrien und der Iran.
In Deutschland ist die Berg-Kronwicke sehr zerstreut und selten in der Mitte des Gebiets und insbesondere auf der Schwäbischen Alb zu finden. Selten kommt sie im nordwestlichen Bayern sowie im Donaugebiet vor.
Die Berg-Kronwicke wächst in Mitteleuropa an sonnigen Kalkhängen, auf steilen Magerwiesen, in Waldsäumen und trockenen Eichen- und Kieferngebüschwäldern der Mittelgebirge und der Ostalpen. Sie gedeiht auf sommerwarmen, trockenen bis mäßig trockenen, basenreichen, kalkhaltigen, steinigen oder reinen Lehm- und Tonböden. Sie kommt in Mitteleuropa oft zusammen vor mit dem Breitblättrigen Laserkraut (Laserpitium latifolium) in Pflanzengesellschaften des Verbands Geranion sanguinei, aber auch des Verbands Erico-Pinion und der Ordnung Quercetalia pubescentis vor.
Die Art steigt in Mitteleuropa im Churer Rheintal bis 1150 Meter und im Neuenburger Jura bis 1100 Meter Meereshöhe auf.
Die ökologischen Zeigerwerte nach Landolt et al. 2010 sind in der Schweiz: Feuchtezahl F = 2w (mäßig trocken aber mäßig wechselnd), Lichtzahl L = 3 (halbschattig), Reaktionszahl R = 5 (basisch), Temperaturzahl T = 4 (kollin), Nährstoffzahl N = 2 (nährstoffarm), Kontinentalitätszahl K = 4 (subkontinental).

## Taxonomie
Die Berg-Kronwicke wurde 1759 von Carl von Linné in Systema naturae... 10. Auflage Band 2 Seite 1168 erstbeschrieben. Ein Synonym ist Coronilla montana Scop.